# Outrage: Coda
Série
Outrage: Beyond
(2012)
Pour plus de détails, voir Fiche technique et Distribution.
Outrage: Coda (アウトレイジ 最終章, Autoreiji saishūshō) est un film japonais réalisé par Takeshi Kitano, sorti en 2017.
Présenté hors compétition à la Mostra de Venise 2017, ce film est la suite de films Outrage (2010) et Outrage: Beyond (2012).

## Synopsis
Cinq ans ont passé après la guerre entre les Sanno et les Hanabishi, les deux grandes familles du crime organisé japonais, à laquelle l’ancien chef yakuza Otomo a survécu. Aujourd'hui, il travaille maintenant en Corée du Sud pour M. Chang, un intermédiaire respecté dont l’influence s’étend jusqu’au Japon. Lorsque la vie de M. Chang est en danger, le dévoué Otomo reviendra au Japon pour régler les choses à sa façon et surtout pour achever définitivement le conflit contre les Hanabishi. 

## Fiche technique
- Titre original : アウトレイジ 最終章 (Autoreiji saishūshō?)
- Titre français : Outrage Coda
- Réalisation : Takeshi Kitano
- Scénario : Takeshi Kitano
- Pays d'origine : Japon
- Format : Couleurs - 35 mm - 2,35:1 - Dolby Digital
- Genre : Drame, thriller, action et yakuza eiga
- Durée : 104 minutes
- Dates de sortie :
  -  Italie : 9 septembre 2017 (Mostra de Venise 2017)
  -  Japon : 7 octobre 2017
  -  France : 1er décembre 2017 (e-Cinéma)

## Distribution
- Takeshi Kitano : Otomo
- Toshiyuki Nishida : Nishino
- Nao Ōmori : Ichikawa
- Pierre Taki : Hanada
- Tatsuo Nadaka : Shiroyama
- Ken Mitsuishi : Gomi
- Hakuryû : Lee
- Ikuji Nakamura : Détective Hirayama
- Sansei Shiomi : Nakata
- Yutaka Matsushige : Détective Shigeta
- Ren Osugi (VF : Mathieu Rivolier) : Nomura

 Source et légende : version française (VF) sur RS Doublage

## Autour du film
Outrage: Coda devait connaître une diffusion en salles en France le 18 juillet 2018 après sa diffusion en e-cinema, mais a vu sa sortie repoussée indéfiniment. Le premier volet, sorti en 2010, est le seul à avoir connu les honneurs du grand écran (le second étant un direct-to-video sur le territoire français).